# Paul Gauguin
Eugène Henri Paul Gauguin [gogen] (7. června 1848 Paříž – 8. května 1903 Atuona, Markézy) byl francouzský malíř, vůdčí osobnost postimpresionismu.

## Život

### Mládí
Paul Gauguin se narodil 7. června 1848 liberálnímu novináři Clovisi Gauguinovi a Aline Chazalové, dceři spisovatelky a feministky francouzskoperuánského původu Flory Tristanové. Když se roku 1852 dostal k moci Napoleon III., rozhodl se Clovis i s manželkou a dvěma dětmi, Marií a Paulem, odcestovat do Peru, kde měla Aline příbuzné. Náročnou plavbu však Clovis nepřežil, podlehl srdečnímu záchvatu. 
U matčiných příbuzných v Limě prožil Paul rané dětství, ale po několika letech se s nimi jeho matka nepohodla a i s dětmi se roku 1854 vrátila do Paříže. Tam se Aline ujal bohatý burzián a sběratel umění Gustavo Arosa. Když v roce 1867 zemřela, přijal Paulovu sestru Marii a Paula do svojí rodiny.
V roce 1865 se Gauguin přihlásil k obchodnímu námořnictvu. Plavil se mezi Francií a Jižní Amerikou, v letech 1868–1871 absolvoval námořní vojenskou službu. Po jejím ukončení získal práci u burzovního makléře Bertina, kde působil jako úředník v jeho kanceláři. V tomto zaměstnání si Paul počínal obdivuhodně dobře – byl zrovna čas velkého hospodářského vzestupu a obchodníci na burze vydělávali velké peníze.

### Umělecký vývoj

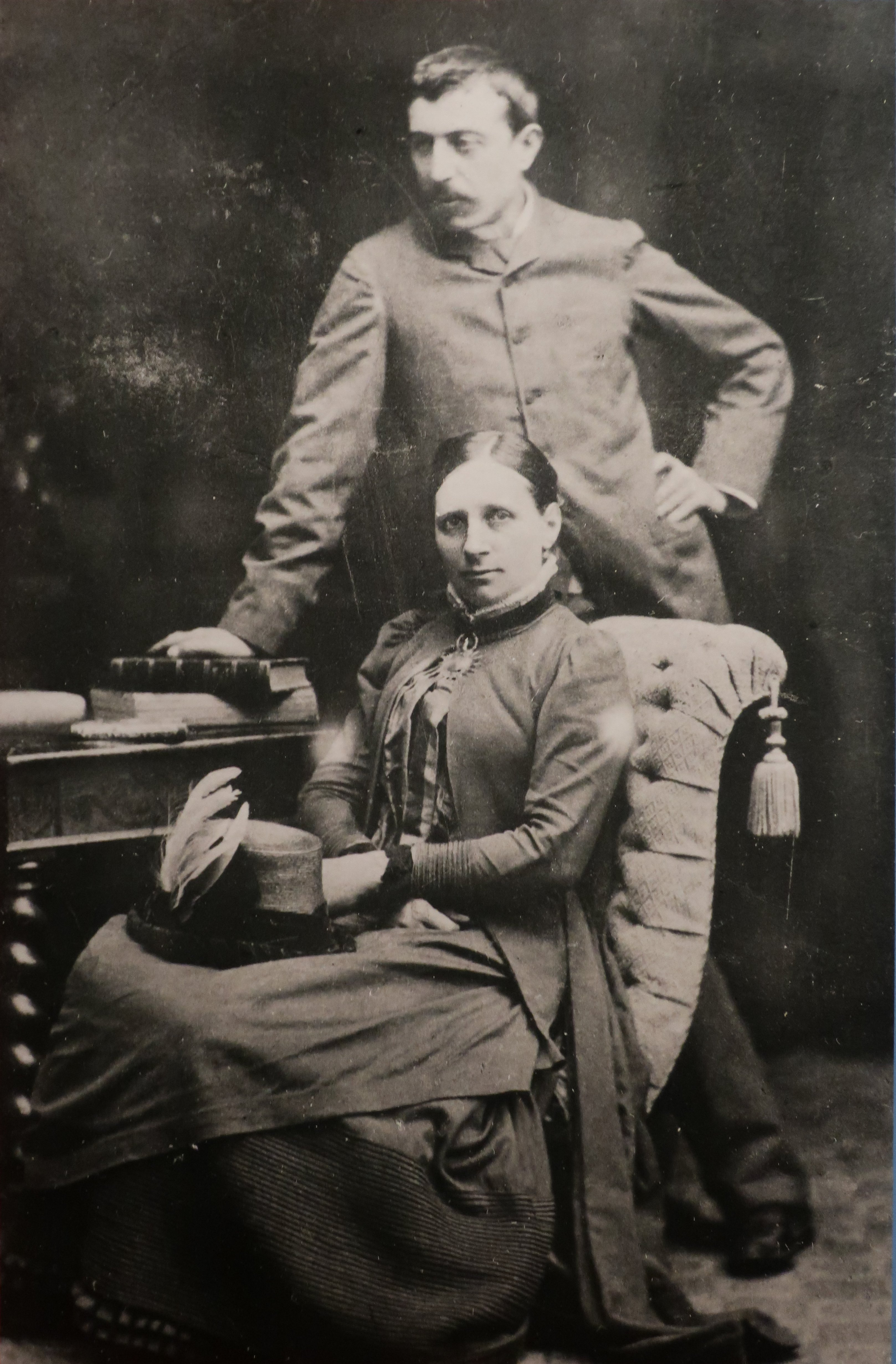
Gauguin s manželkou Mette (1885)

Jeho první a jedinou ženou se stala Dánka Mette-Sofie Gadová, se kterou se oženil roku 1873. S ní měl čtyři syny (Emil, Clovis, Jean-René a Paul Rollon zvaný Pola) a dceru Aline.  Také kvůli ní Gauguin ze svých výdělků nenashromáždil větší množství peněz, protože Mette je obratně utrácela.
V té době začal ve volném čase malovat. S přítelem Émilem Schuffeneckerem po večerech navštěvovali Colarossiho ateliér, kde získávali odborné znalosti a mohli pracovat nezávisle na oficiální akademické doktríně. Roku 1876 vystavil Gauguin na Salonu poprvé svůj obraz, Lesík ve Viroflay.  V roce 1877 se setkal s Camillem Pissarrem, který ho přivedl mezi impresionisty. Pod jeho vlivem začal malovat impresionistickou technikou, používal podobné barvy a motivy. Několikrát strávil léto v jeho domě v Pontoise a malovali spolu krajiny. Díky dobrým příjmům mohl od impresionistů kupovat obrazy a tak je podporovat, protože na trhu s uměním nebyl tento styl žádaný. Zúčastnil se společných impresionistických výstav a v roce 1881 se dočkal prvního úspěchu, když kritik a spisovatel Joris-Karl Huysmans ocenil v časopise L’Art Moderne jeho dílo Studie aktu aneb Zuzana při šití. 
Když v roce 1883 nastal propad na burze, Paul přišel o práci a rozhodl se, že se bude živit malováním. Přestěhoval se nejprve s rodinou do Rouenu, ale jeho manželství se zhroutilo. Během pár měsíců vyčerpal všechny úspory. Mette s dětmi odjela zpět do své vlasti a Paul se poté protloukal jak mohl, ze zbohatlíka se stal tulák. Žít v Paříži pro něj bylo příliš nákladné, proto v roce 1886 přesídlil do vesnice Pont-Aven v Bretani, kde žila skupina nezávislých malířů. Gauguin se tam seznámil s Émilem Bernardem a Charlesem Lavalem. Velké pokroky ve své tvorbě ale nedělal, stále se držel k obrazu svému pozměněného impresionismu, tentokrát ovlivněn Paulem Cézannem.
V roce 1887 se s Lavalem vydali do Střední Ameriky, kde u přístavu Colón probíhal první – francouzský – pokus o stavbu Panamského průplavu. Brzy však práci v otřesně špinavém přístavu nemohli snést a uchýlili se na ostrov Martinik. Během pobytu na tomto ostrově namaloval Gauguin jen 12 pláten, ale na nich lze vidět velký pokrok v hledání sebe sama. 
Po návratu žil střídavě v Paříži a Pont-Avenu, ale život v Evropě jej začal znechucovat. V roce 1888 pařížská galerie Boussod a Valadon uspořádala první samostatnou Gauguinovu výstavu.  V té době došlo k osudovému setkání: galerista Theo van Gogh Gauguinovi představil svého bratra Vincenta. Theo navrhl, aby oba malíři společně pracovali ve Vincentově oblíbeném městě Arles, ale jejich pouze dvouměsíční soužití ve van Goghově „žlutém domě“ na sklonku roku 1888 skončilo nezdarem. Vznikly mezi nimi velké rozpory mimo jiné o přístup k malířskému umění. Když se van Gogh pokusil na svého uměleckého kolegu zaútočit břitvou na holení, uchýlil se Gauguin do hotelu. Poté, co zjistil, že ho přítel opustil, se Vincent van Gogh sám zmrzačil tím, že si břitvou uřízl levé ucho.
V dubnu 1889 se Gauguin opět uchýlil do Bretaně, ale atmosféra v Pont-Avenu, který se mezitím stal oblíbeným cílem umělců i výletníků, mu přestala vyhovovat, a proto se tentokrát usadil v rybářském Le Pouldu.

### Život na Tahiti
Kvůli nevydařeným finančním spekulacím a následným dluhům se rozhodl uniknout na Tahiti, podle jeho představ stále civilizací nedotčeného tropického ráje. V pařížské aukční síni u Drouota uspořádal v únoru 1891 aukci svých děl, která mu vynesla dost prostředků na cestu a přibližně tři roky života v Tichomoří. Naposledy navštívil svou ženu a děti v Kodani a počátkem dubna 1891 vstoupil na loď směřující na Tahiti.

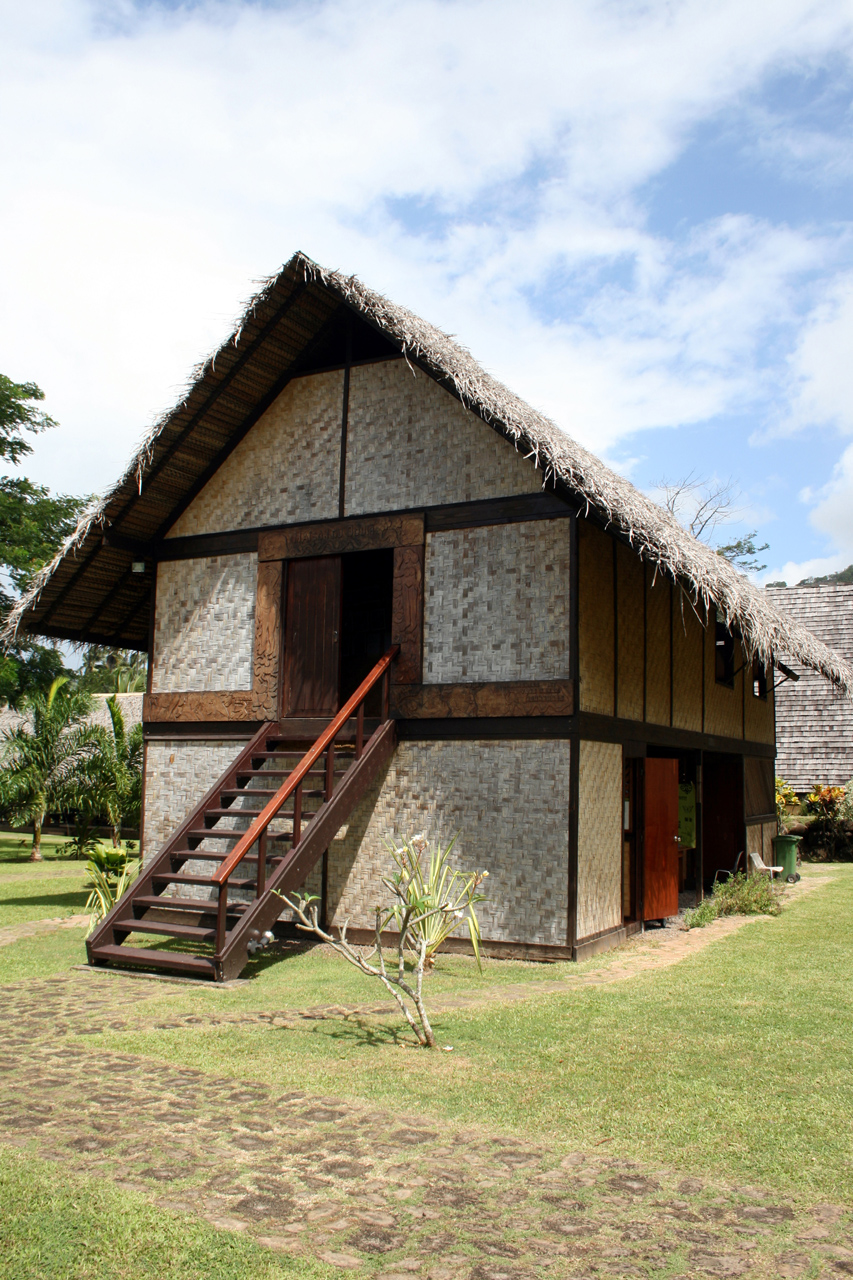
Gauguinův Dům rozkoše na Atuoně (po rekonstrukci)

Po příjezdu na ostrov se usadil v městě Papeete, správním centru Tahiti, ale to brzy vyměnil za vesnici Mataica. Našel si domorodou ženu Teha'amanu jako milenku a modelku pro své obrazy. Ve svém vzpomínkovém deníku Noa Noa ji Gauguin označuje Tehura. Přestože neměl z čeho žít a byl ve špatném zdravotním stavu (prodělal vážné srdeční selhání), rok 1892 byl jedním z nejplodnějších v jeho kariéře. Do konce roku 1892 namaloval asi 50 obrazů.  Když mu došly vydělané peníze, vrátil se v září 1893 do Paříže, kde krátce pracoval v ateliéru Alfonse Muchy, žil i u přítele Schuffeneckera. Uspořádal prodejní výstavu svých děl, která však nebyla tak úspěšná jako dražba před odjezdem. Prodalo se jenom 11 pláten. V té době ale získal malé dědictví po strýci a mohl si najmout byt s ateliérem, kde se setkával s přáteli. Vznikly první Gauguinovy dřevořezy a dřevoryty. V dubnu 1894 zavítal do milované Bretaně, kde se v přístavu Concarneau připletl do rvačky a utrpěl těžkou zlomeninu nohy. Také kvůli postupující syfilidě se mu toto zranění již nikdy plně nezahojilo.
V červnu 1895 podnikl novou cestu do Tichomoří. Pobyt na Tahiti byl poznamenán nemocemi a hmotným nedostatkem. Po smrti dcery Aline (leden 1897) trpěl depresemi a v lednu 1898 se pokusil o sebevraždu arzenikem, ale byl zachráněn.  Se svou mladou milenkou se usadil v Papeete, kde pracoval jako písař na správě veřejných prací za šest franků denně. Věnoval se redigování úvodníků do satirických novin Les Guêpes (Vosy), vydávaných v Papeete. Založil také vlastní satirický plátek o rozsahu čtyř stran Le Sourire (Úsměv), v němž bránil domorodce a ostře napadal úřady. Narodil se mu druhý syn.

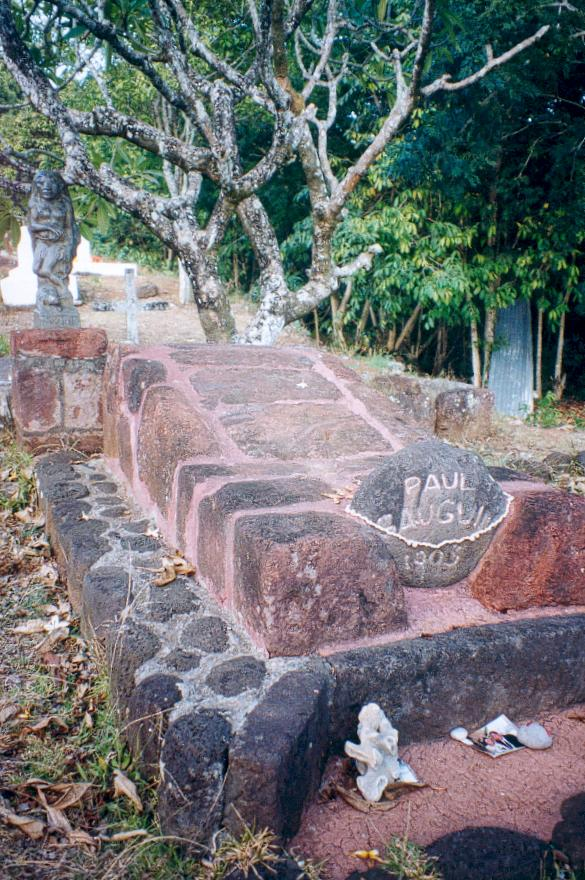
hrob Paula Gauguina s plastikou Divocha (Oviri)

V březnu 1900 se galerista Ambroise Vollard uvolil mu posílat pravidelnou apanáž. Navzdory klidnému životu bez existenčních problémů se jeho syfilida rychle zhoršovala a malíř se stal závislým na uklidňujícím morfiu a alkoholu. Roku 1901 Gauguin přesídlil na Markézy, kde se usadil na malém ostrově Hiva Oa. Chtěl najít nové náměty ke svým obrazům. Ve vesnici Atuona postavil na pozemku koupeném od katolické misie svůj slavný Dům rozkoše (La Maison du Jouir), v němž žil s novou milenkou. Kromě malování také hodně psal. Brzy se ale dostal do konfliktu s místními úřady, když se zastával domorodců. V březnu 1903 byl odsouzen za urážku na cti do vězení a k pokutě. V září 1902 se mu narodila dcera. 
Paul Gauguin zemřel 8. května 1903 na zástavu srdce. Byl pohřben na katolickém hřbitově nad Atuonou. Na hrob byl později umístěn bronzový odlitek jeho plastiky Oviri (Divoch, 1894–1895). 
Posmrtná výstava jeho v děl v Podzimním salónu roku 1906 v Paříži, na které bylo možné zhlédnout více než dvě stě obrazů, kreseb, plastik a grafických listů, se stala triumfem a Gauguina definitivně zařadila mezi uznávané umělce. V Praze byly Gauguinovy obrazy poprvé vystaveny v roce 1907 Spolkem výtvarných umělců Mánes spolu s obrazy Vincenta van Gogha a dalších impresionistů a postimpresionistů. 

## Dílo
Paul Gauguin vyšel z impresionismu, ale postupně si vytvořil vlastní osobitý styl. Svůj první obraz – Lesík ve Viroflay – vytvořil v roce 1876. Poté se stal žákem Camilla Pissarra. Díky krátkému pobytu na Martiniku začal nalézat vlastní styl. Maloval na velká plátna idealizované krajiny, změnil svou techniku, obraz začal skládat z velkých barevných ploch, jež předcházejí pozdějším plochým povrchům jednolité barvy obklopené konturou (například plátno Pod mangovníky).
Velkou inspirací pro jeho tvorbu se staly pobyty v Bretani. Zobrazoval krajiny a motivy z bretaňského venkova (Krajina s pasáčkem vepřů, Arlesanky v parku, Tančící Bretonky). Přelomovým se stal v Gauguinově tvorbě rok 1888. V listopadu znovu odjel do Pont-Avenu, kde se kolem něj postupně utvářela umělecká skupina (Charles Laval, Henri Moret, Paul Sérusier a Émile Bernard). Gauguin konečně našel výtvarné prostředky, jež mu umožnily plně vyjádřit vlastní individualitu, vypracoval si svůj osobní styl, dotvořený společně s Émilem Bernardem a označovaný jako cloisonnismus, syntetismus nebo syntetický symbolismus. Jedním z prvních dokladů nového stylu je obraz Vidění po kázání aneb boj Jakuba s andělem (1888) nebo portrét Krásná Angela (1889). Je zde patrná inspirace japonskými dřevoryty. Během svého třetího pobytu v Bretani v roce 1889 zdokonalil vlastní techniku a dospěl ke svébytnému výrazu. Náměty jeho obrazů skrývají hlubší smysl. Dokazují to obrazy Žlutý Kristus, Bonjour Monsieur Gauguin nebo Bretaňská kalvárie.
Inspirací čerpal i z dávné evropské kultury a různých cizokrajných kultur. V roce 1886 se Gauguin začal věnovat keramice společně s keramikem Ernestem Chapletem.
Po roce 1891 se usadil na Tahiti, kde hledal nové motivy a barvy. Na obrazech Tahitské ženy, Arearea se snaží ukázat Tahiti jako ráj nezkažený civilizací. Pod vlivem exotiky se jeho paleta rozzářila jasnými plnými barvami (Krajina na Tahiti, Tahitské pastorále, Mateřství, Dívky s květy mangovníku). Obrazy mají měkčí modelaci a jemnější kresbu kontur, tradičnější pojetí prostoru a kompozice. V roce 1897 namaloval svá vrcholná díla: ženský akt Nevermore (Nikdy víc) a obrovské plátno (4,5×1,7 m) nazvané Odkud přicházíme? Co jsme? Kam jdeme?, které je pokládáno za jeho malířskou závěť.  

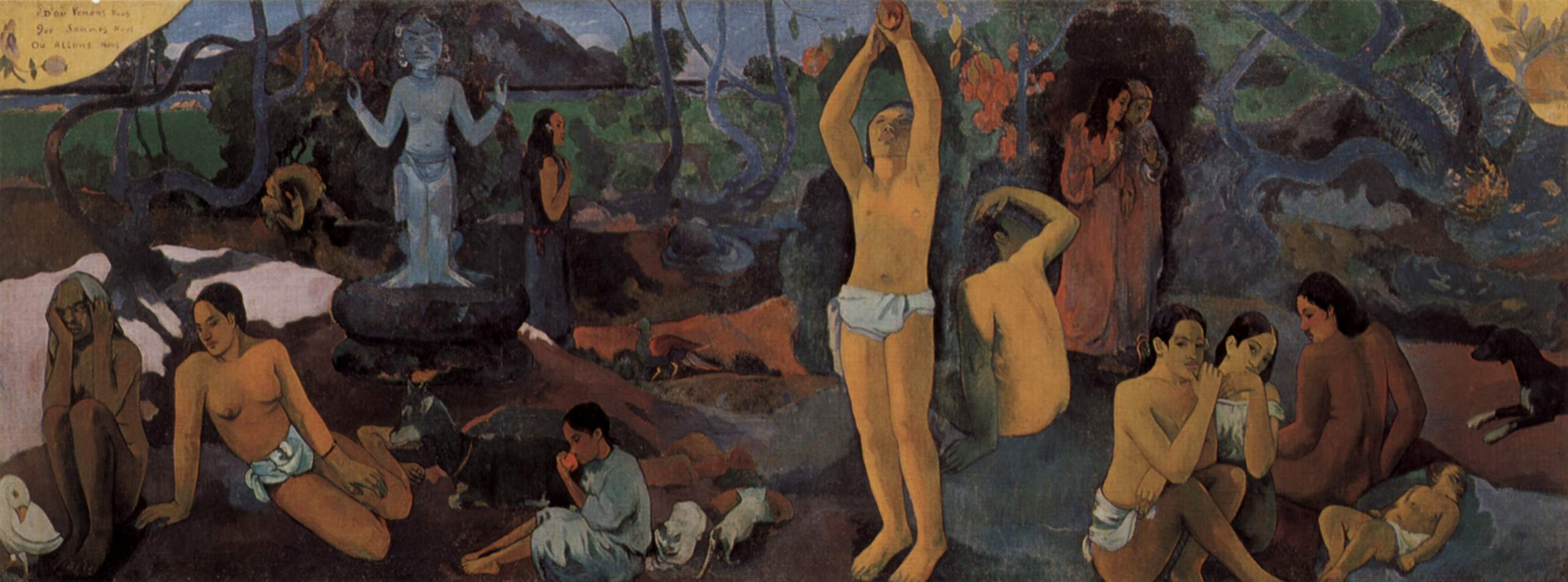
Odkud přicházíme? Co jsme? Kam jdeme?

## Galerie

Francie
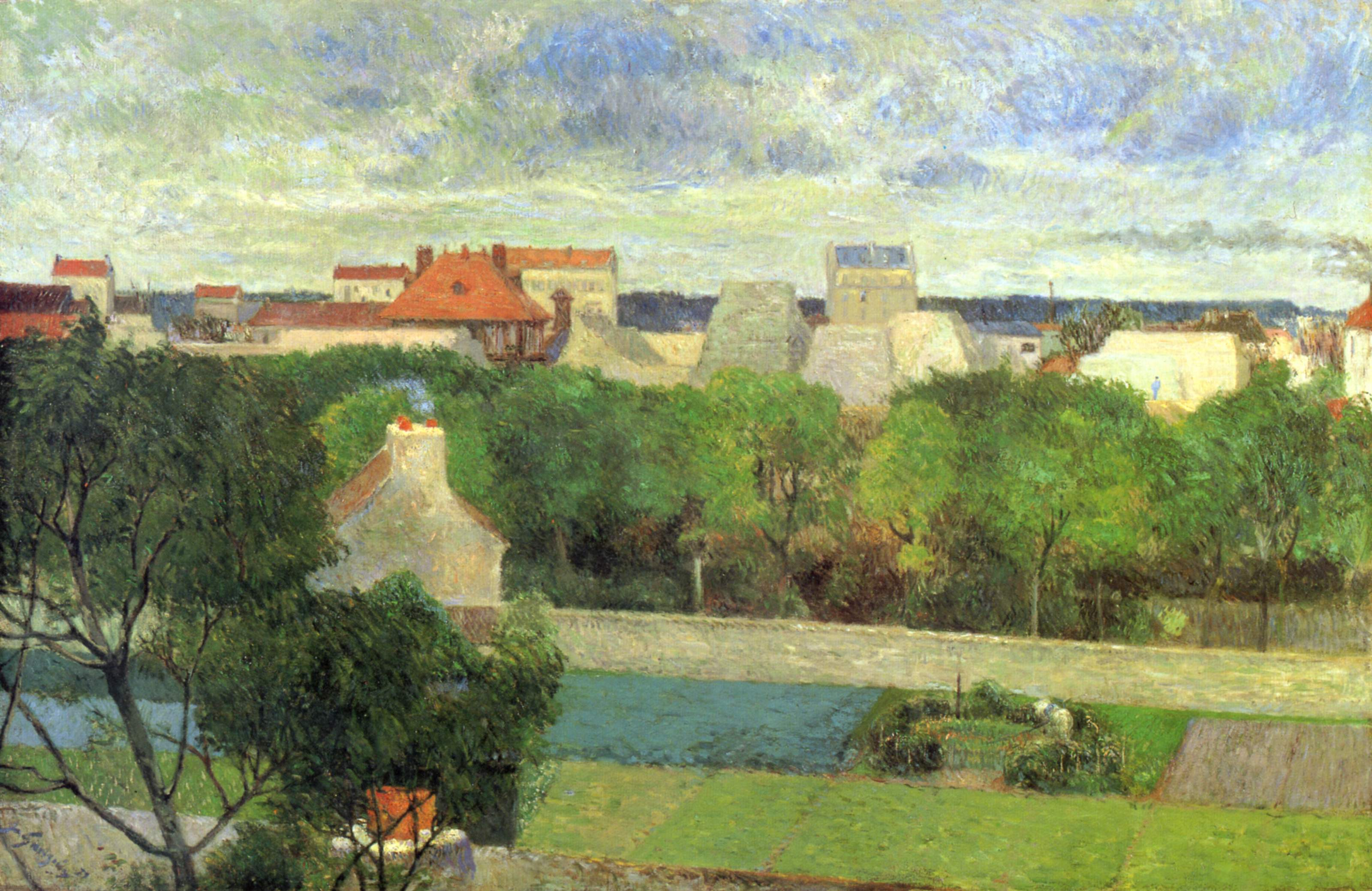
Zahrada ve Vaugirard (1879)
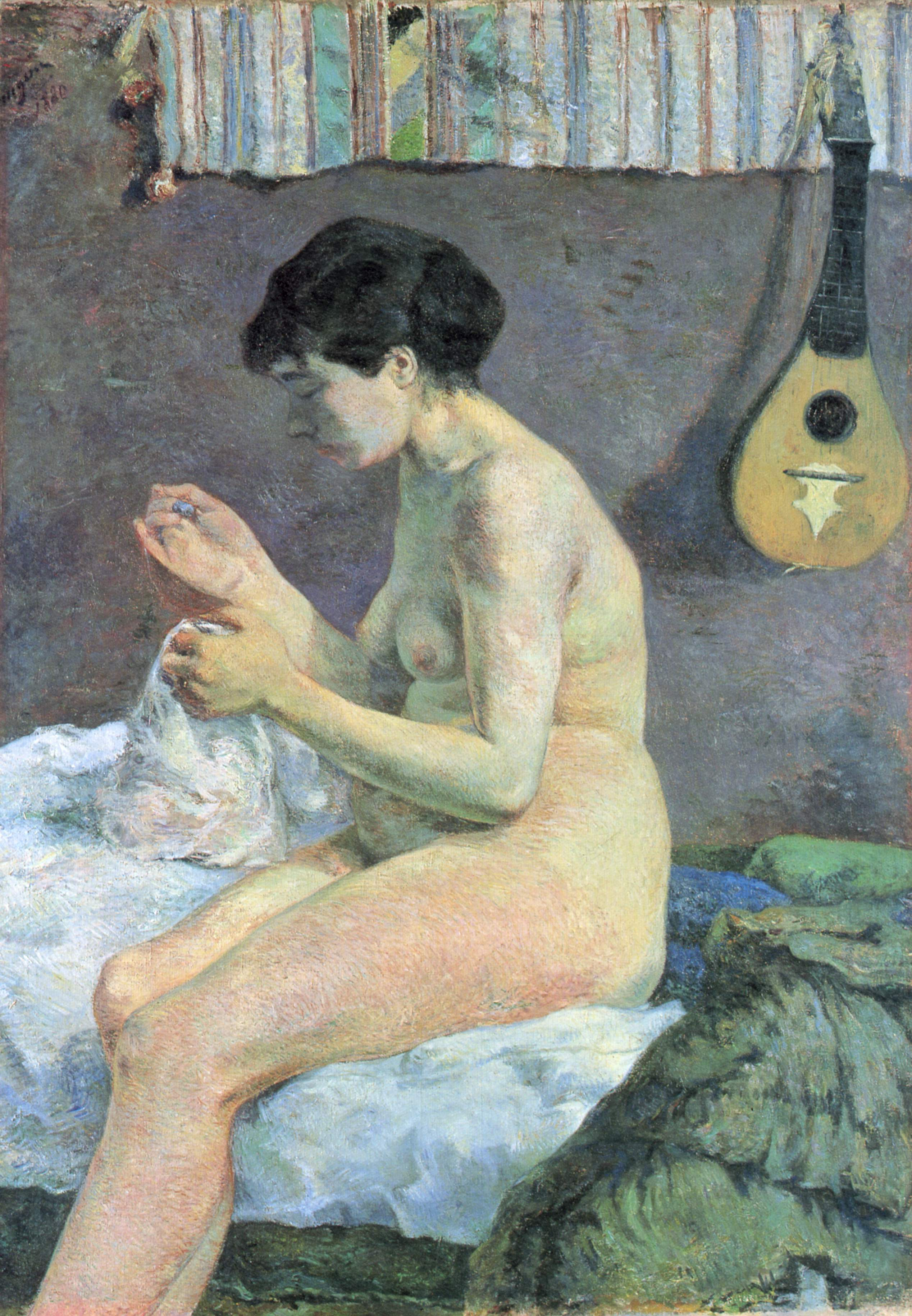
Studie aktu – Švadlena (1880)
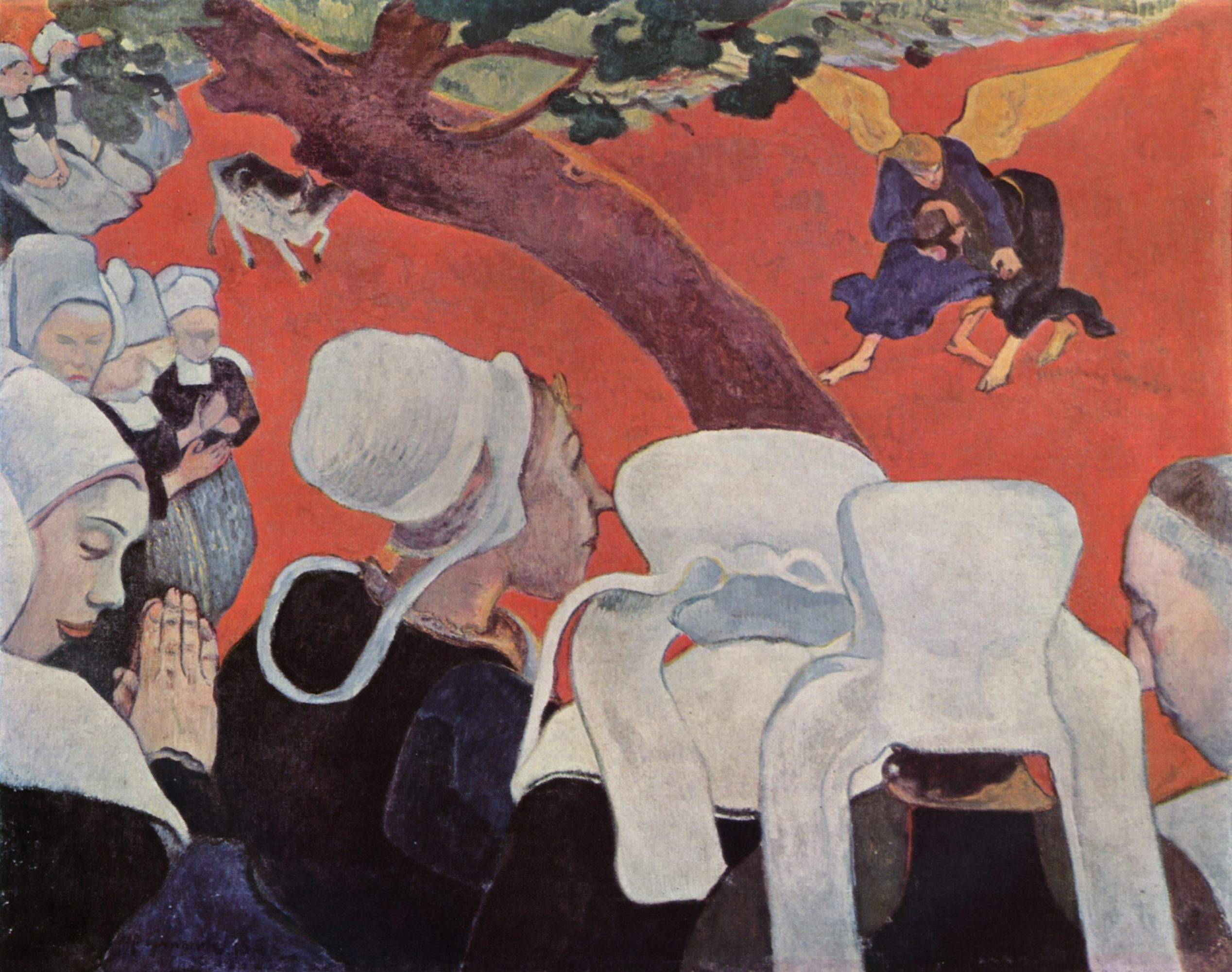
Vidění po kázání – Jakub zápasí s andělem (1888)
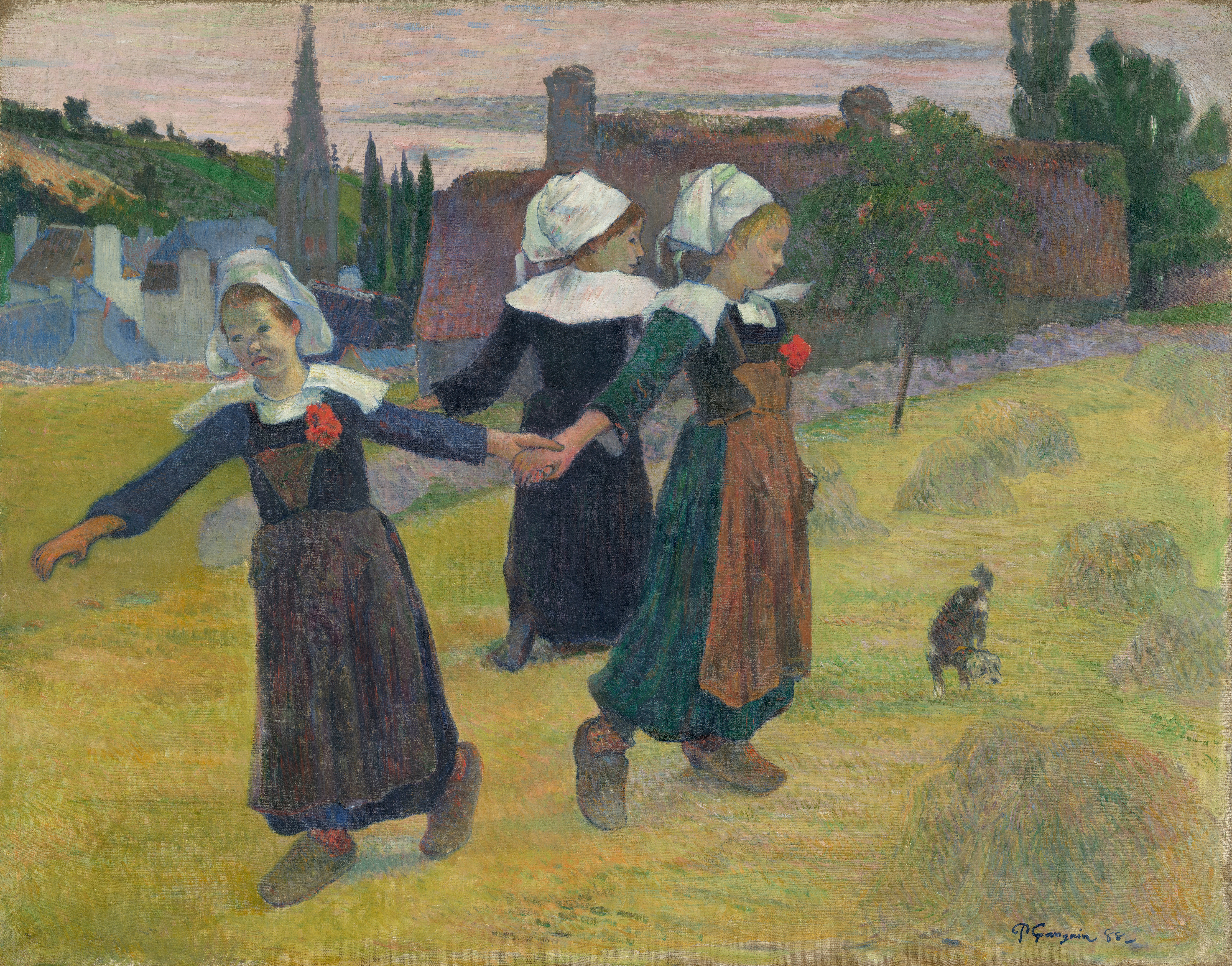
Tančící Bretonky (1888)
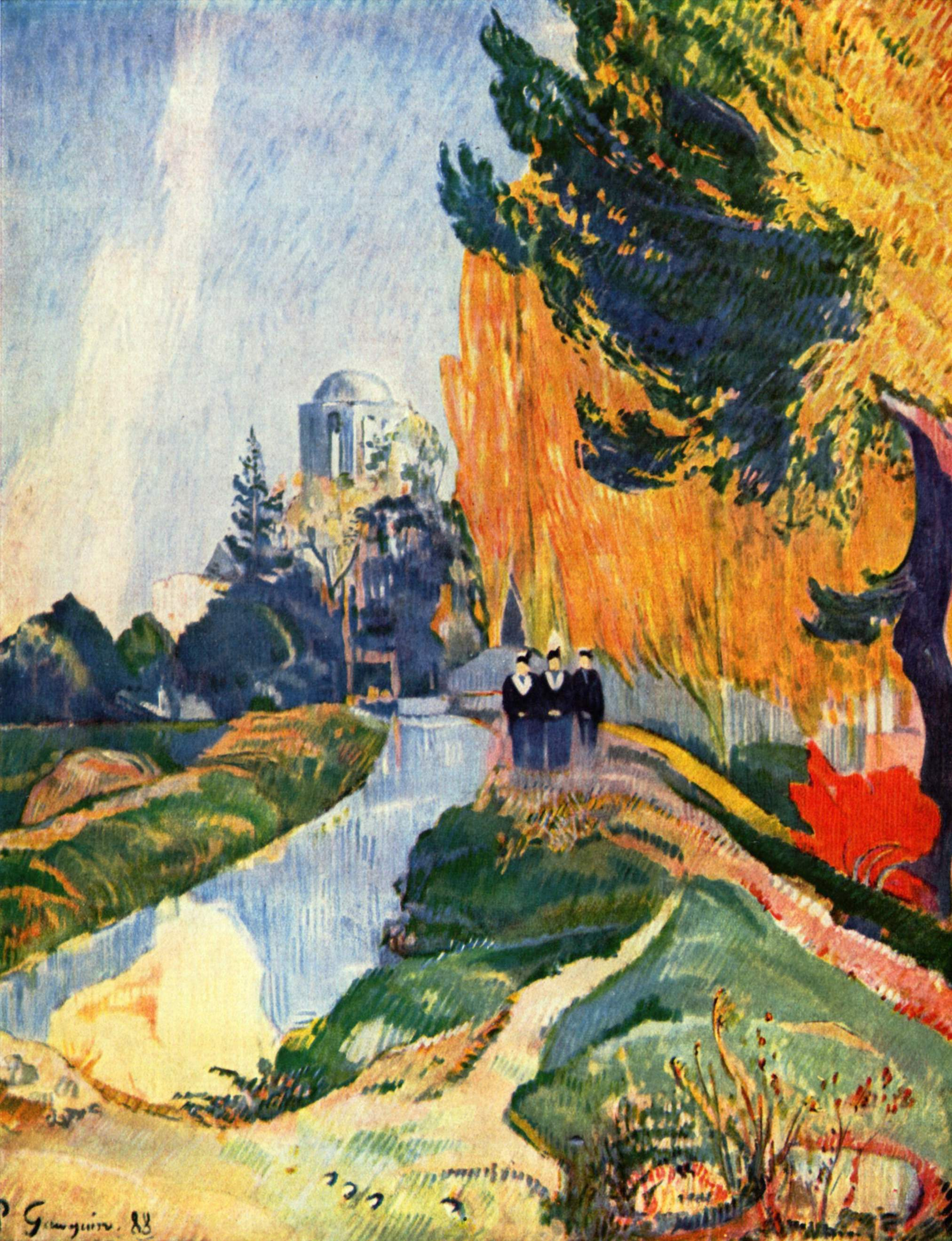
Les Alyscamps nebo Tři Grácie u Venušina chrámu (1888)
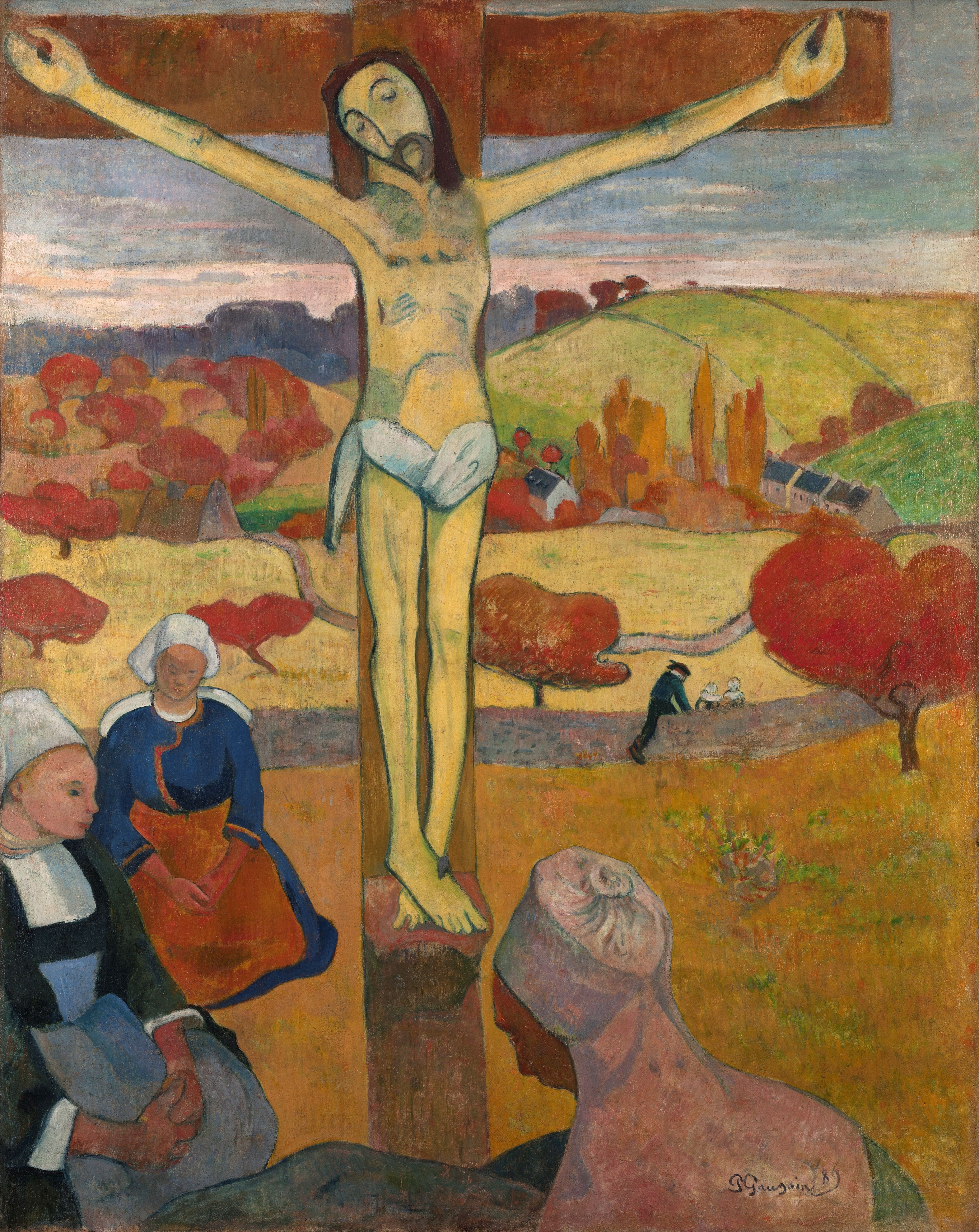
Žlutý Kristus (1889)
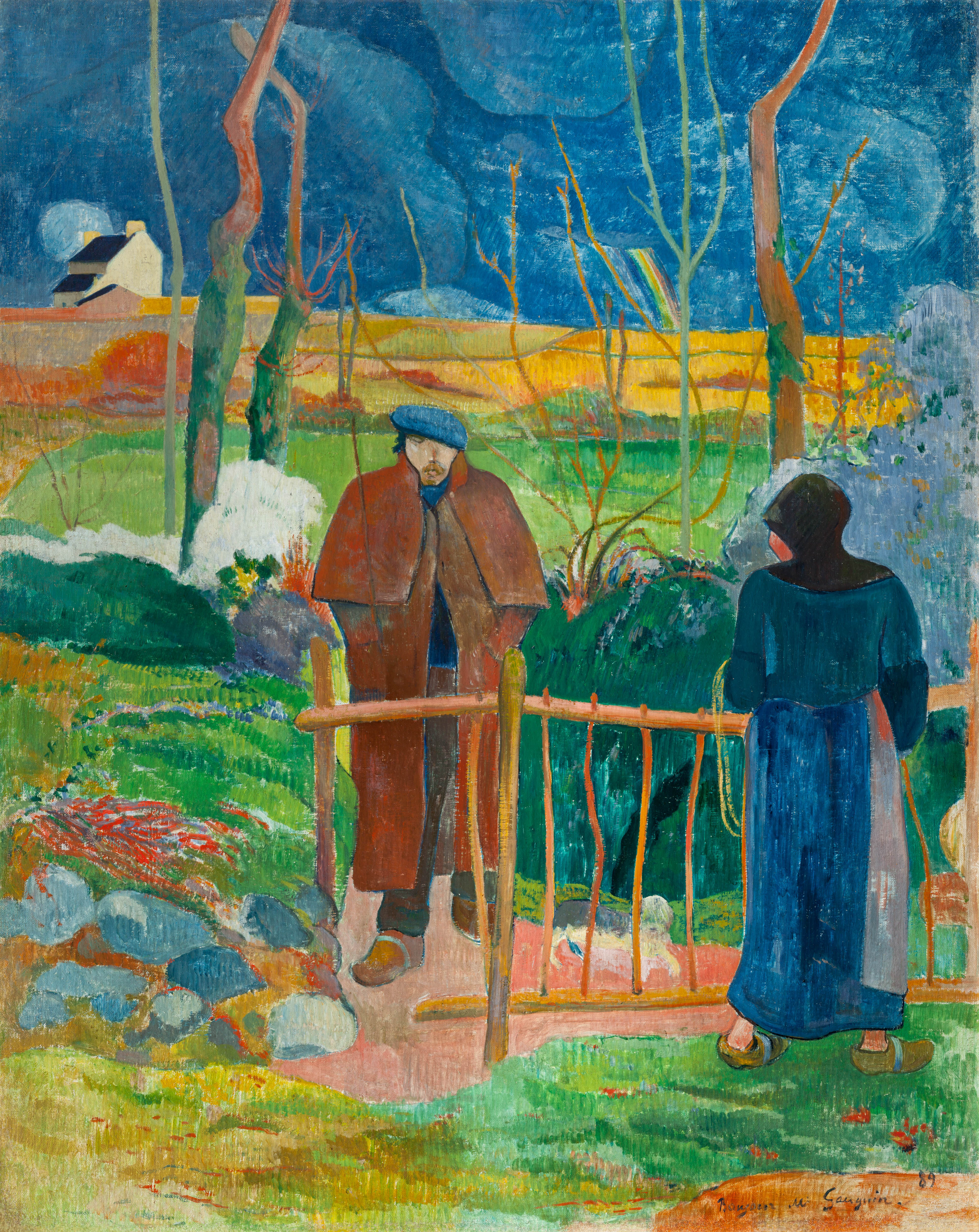
Bon jour, Monsieur Gauguin (1889)
Autoportrét se svatozáří (1889)
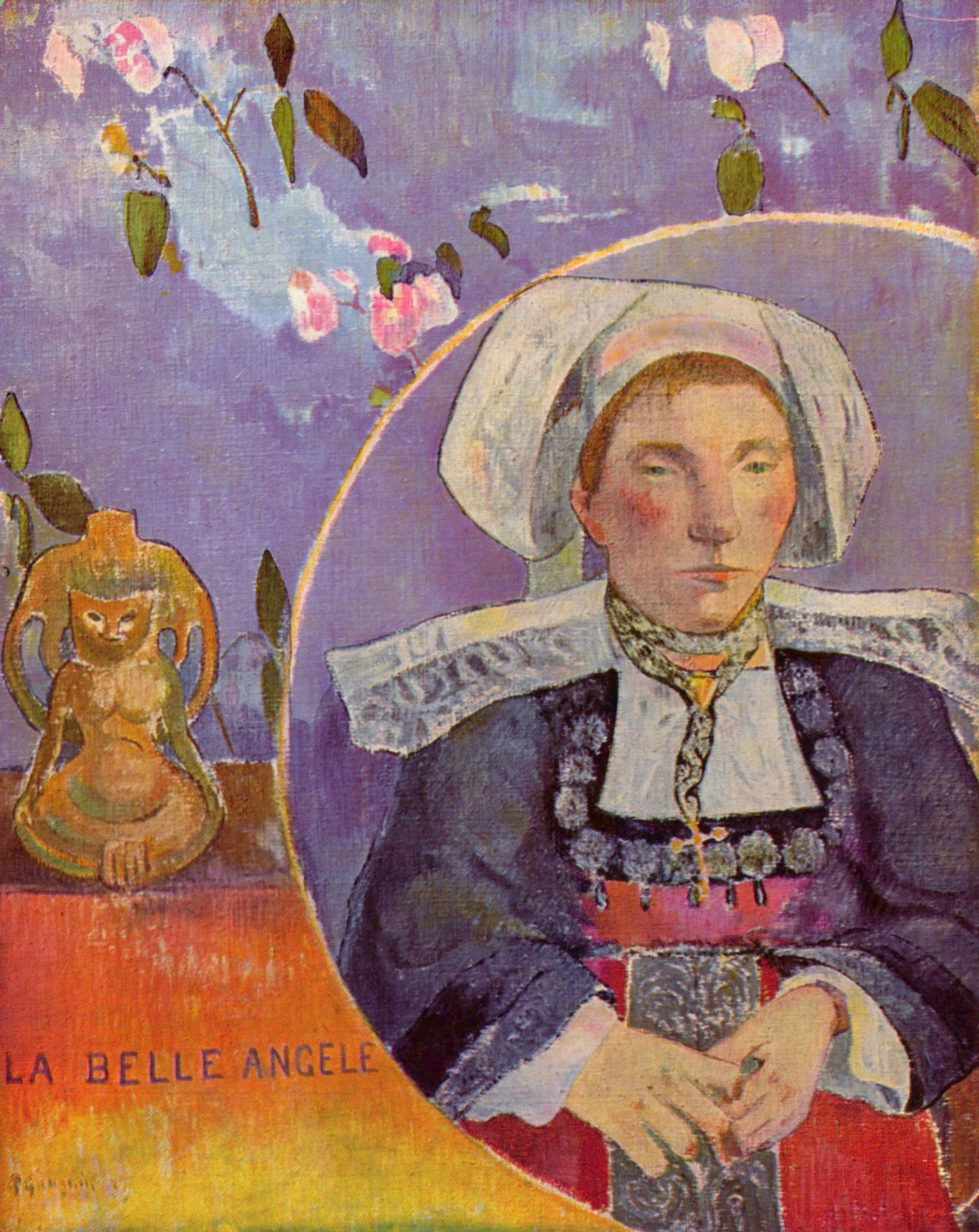
Krásná Angele (1889)
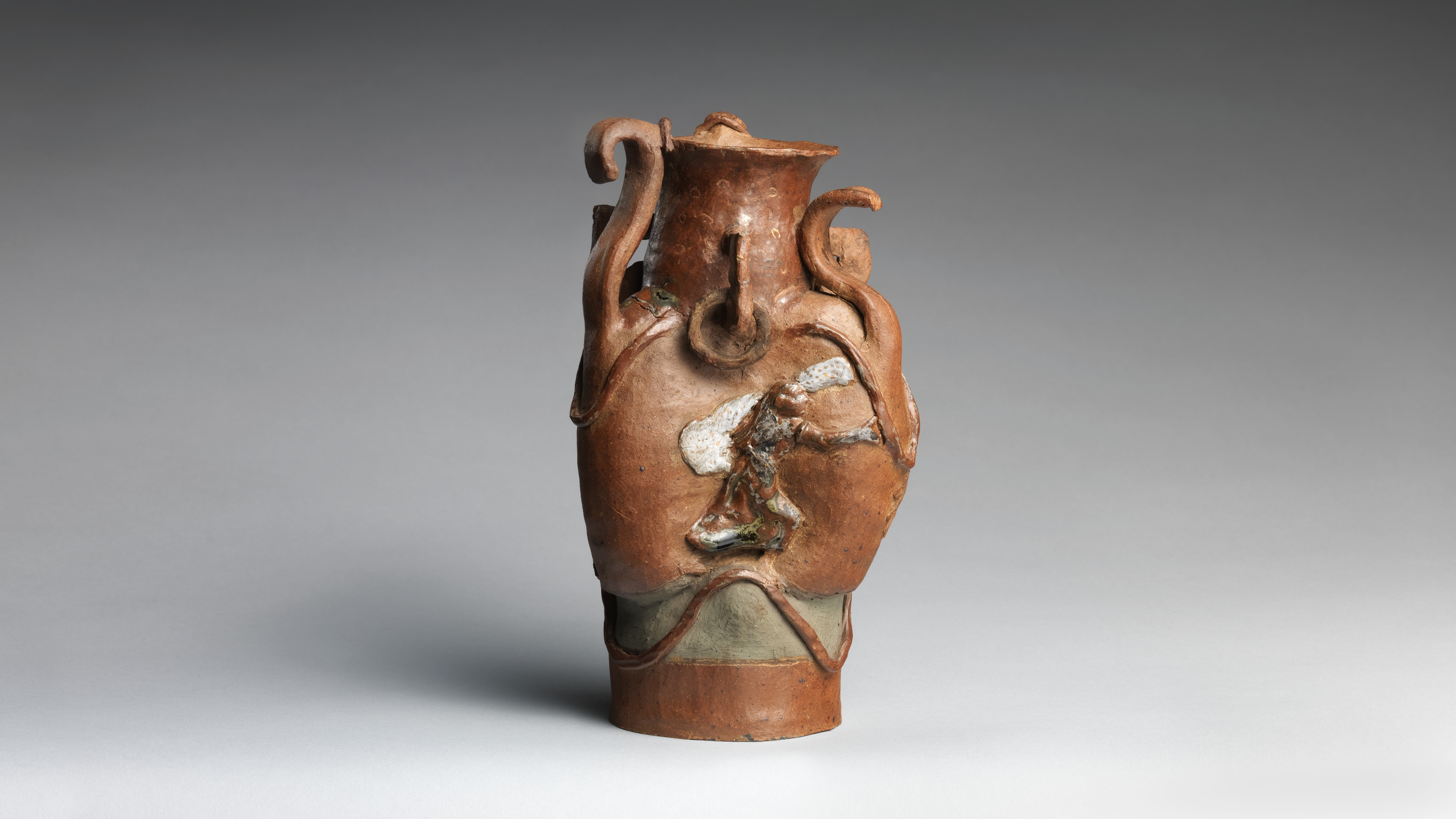
váza s ženami a kozami (1887–1889)

Martinik a Tahiti
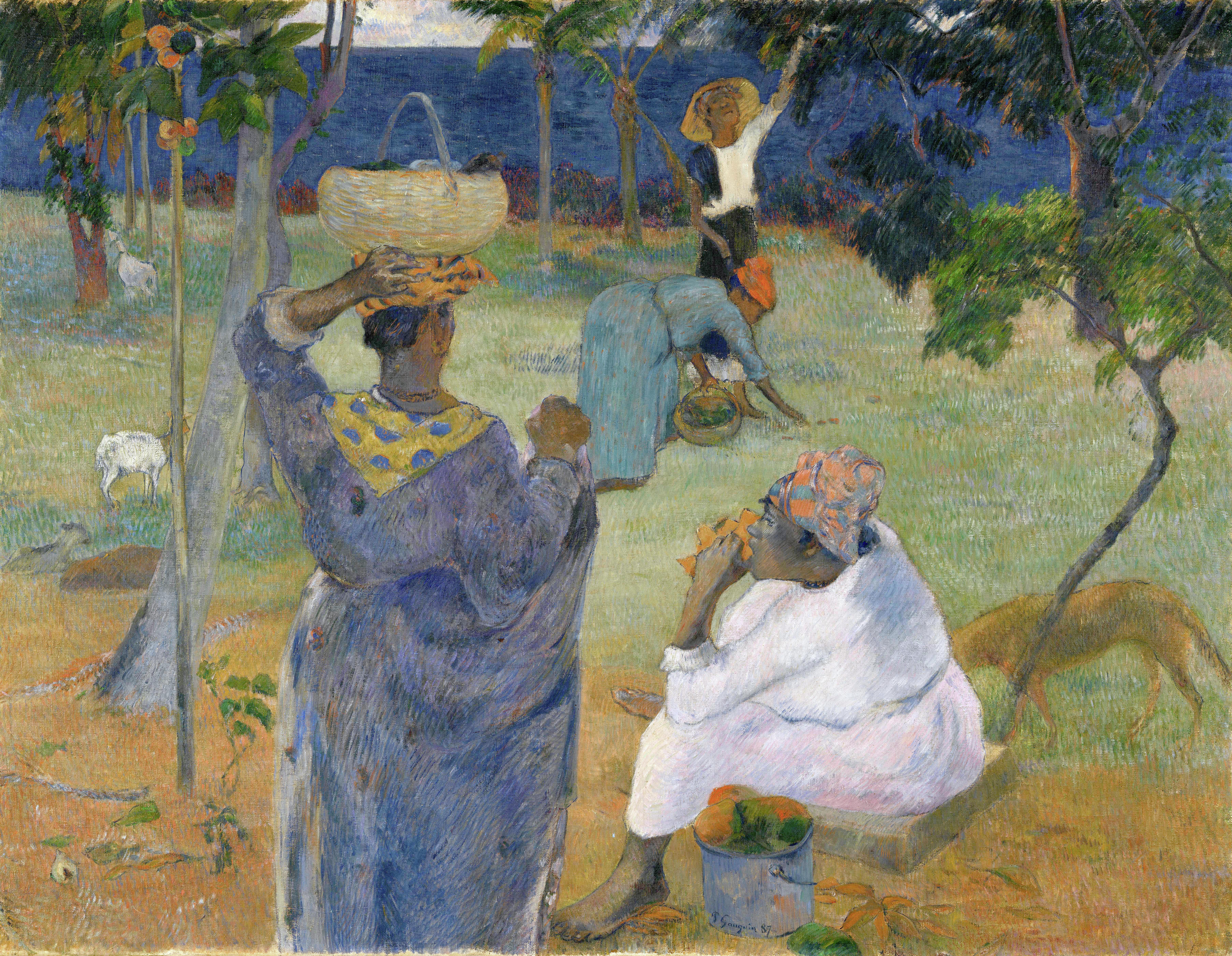
Pod mangovníky (1887)
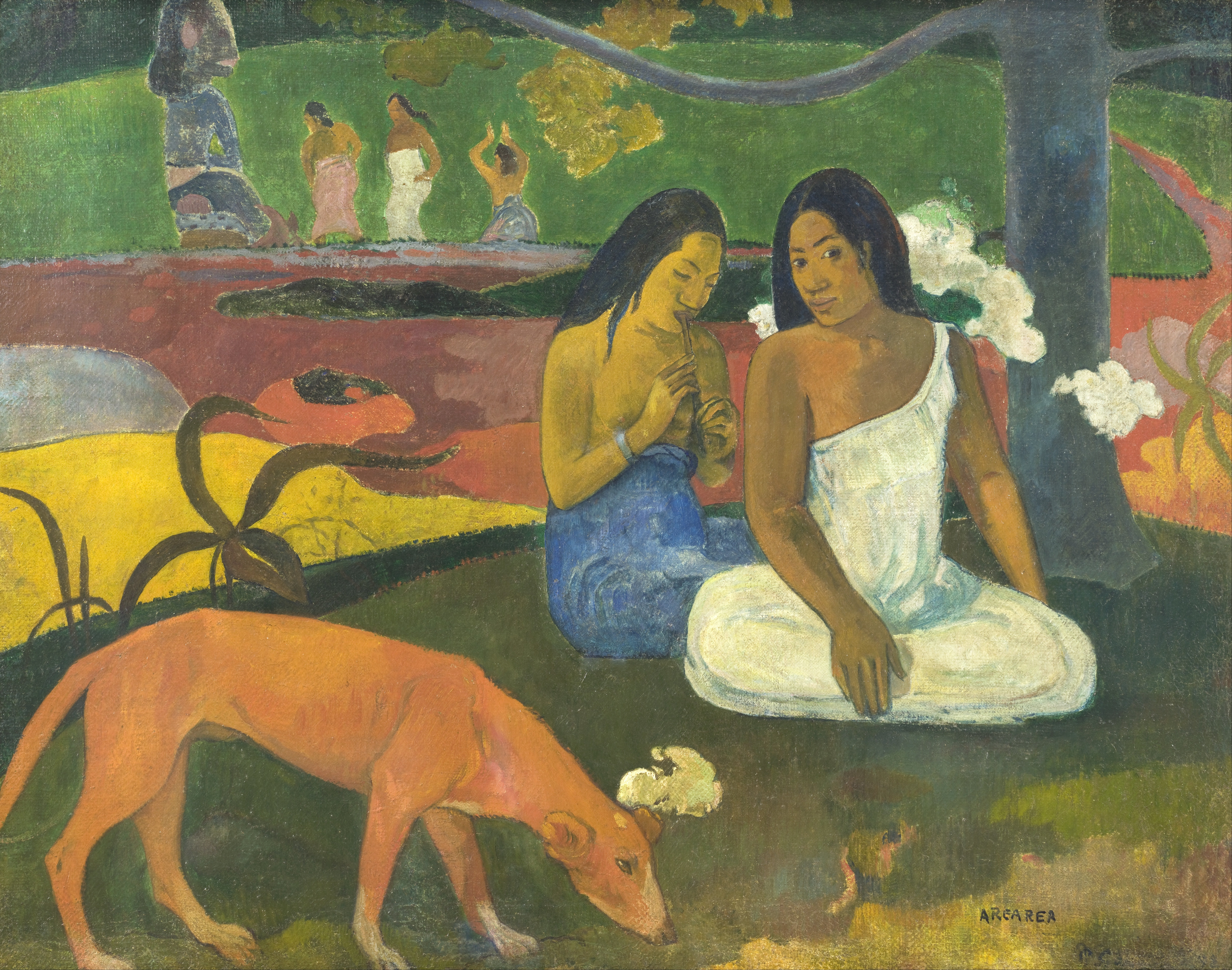
Arearea (1892)
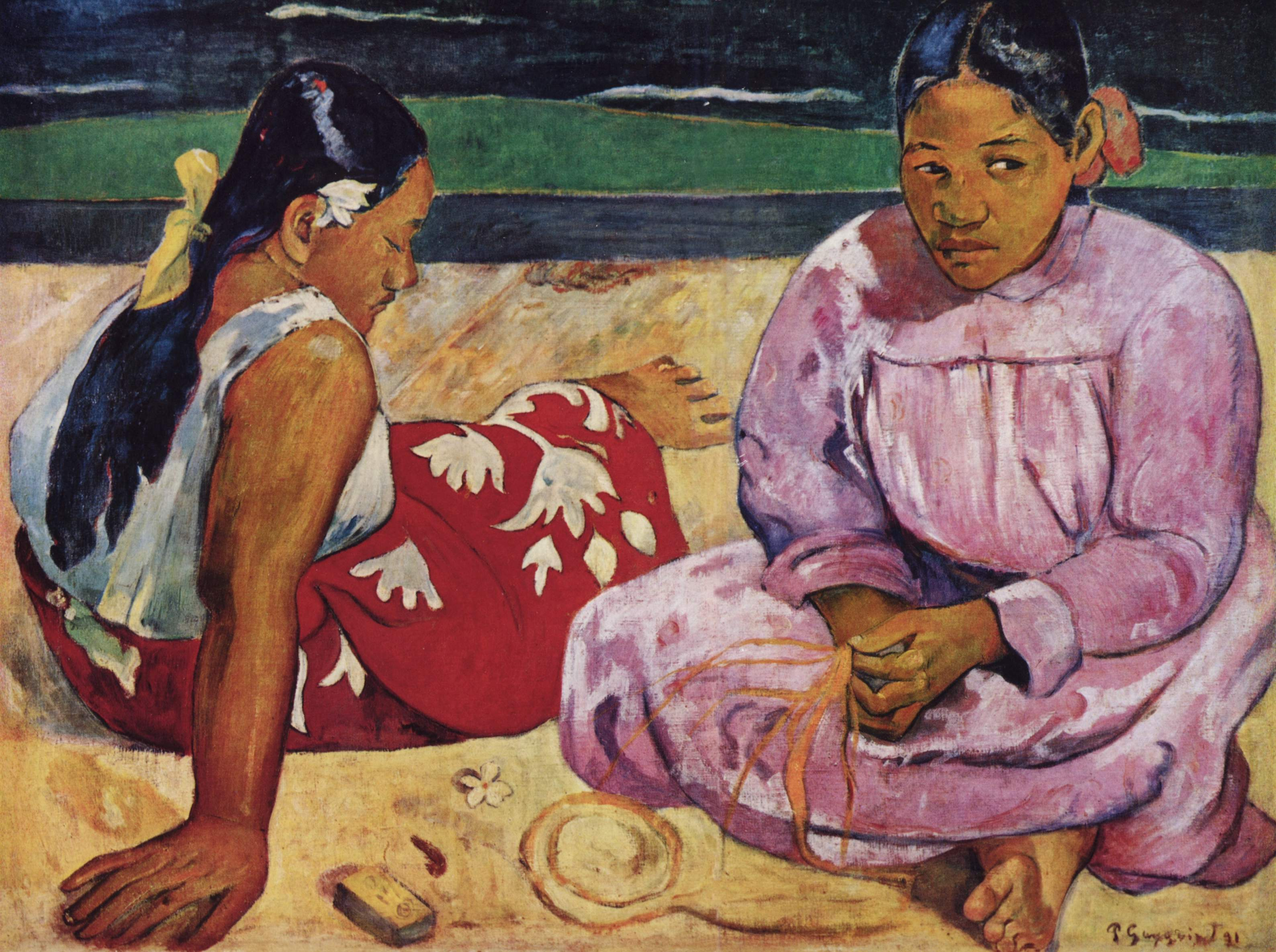
Tahiťanky – Dvě ženy na mořském břehu (1891)
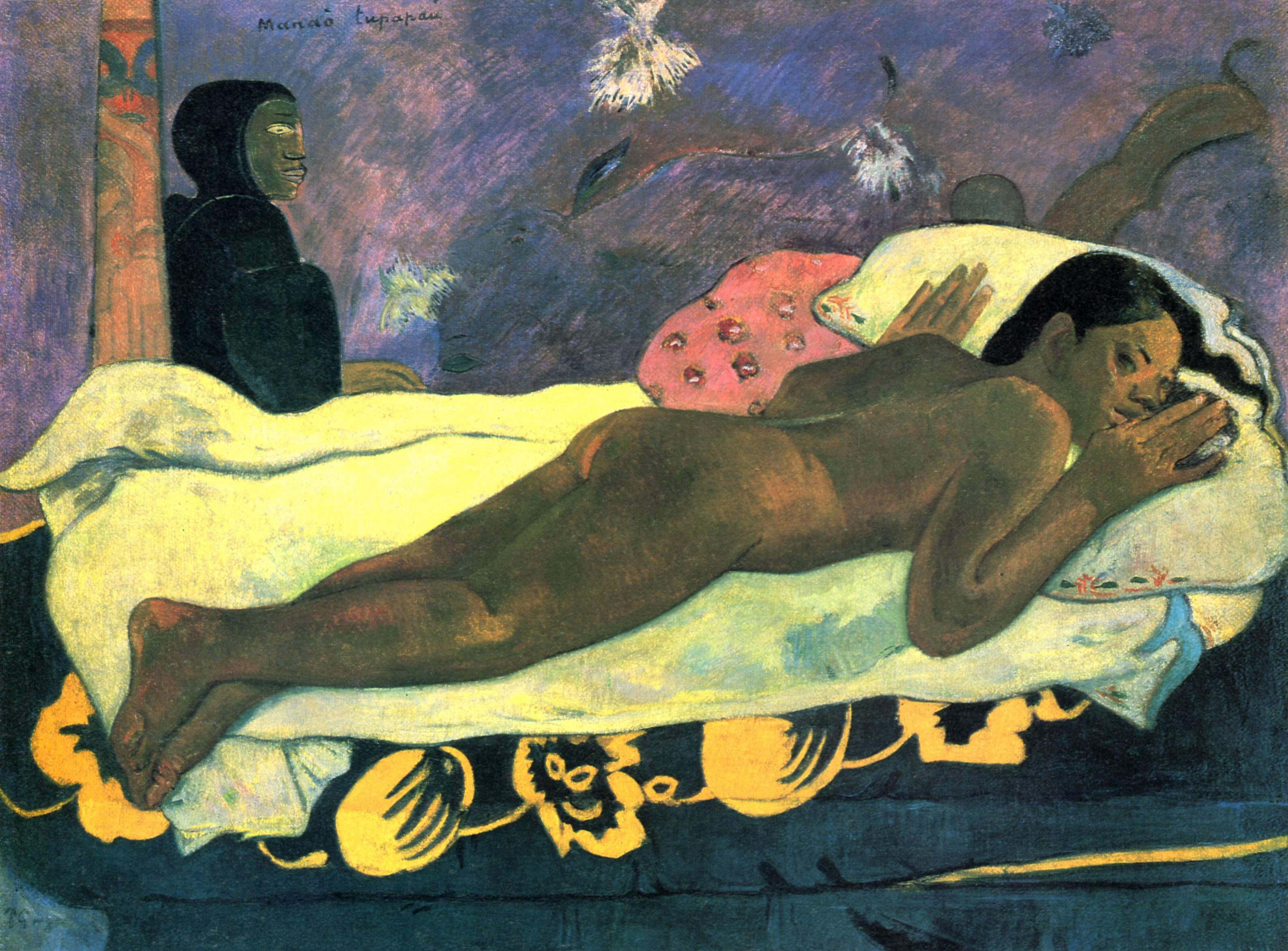
Manao Tupapau (1892) – (Duch mrtvých bdí) – jedno z malířových nejkontroverznějších pláten
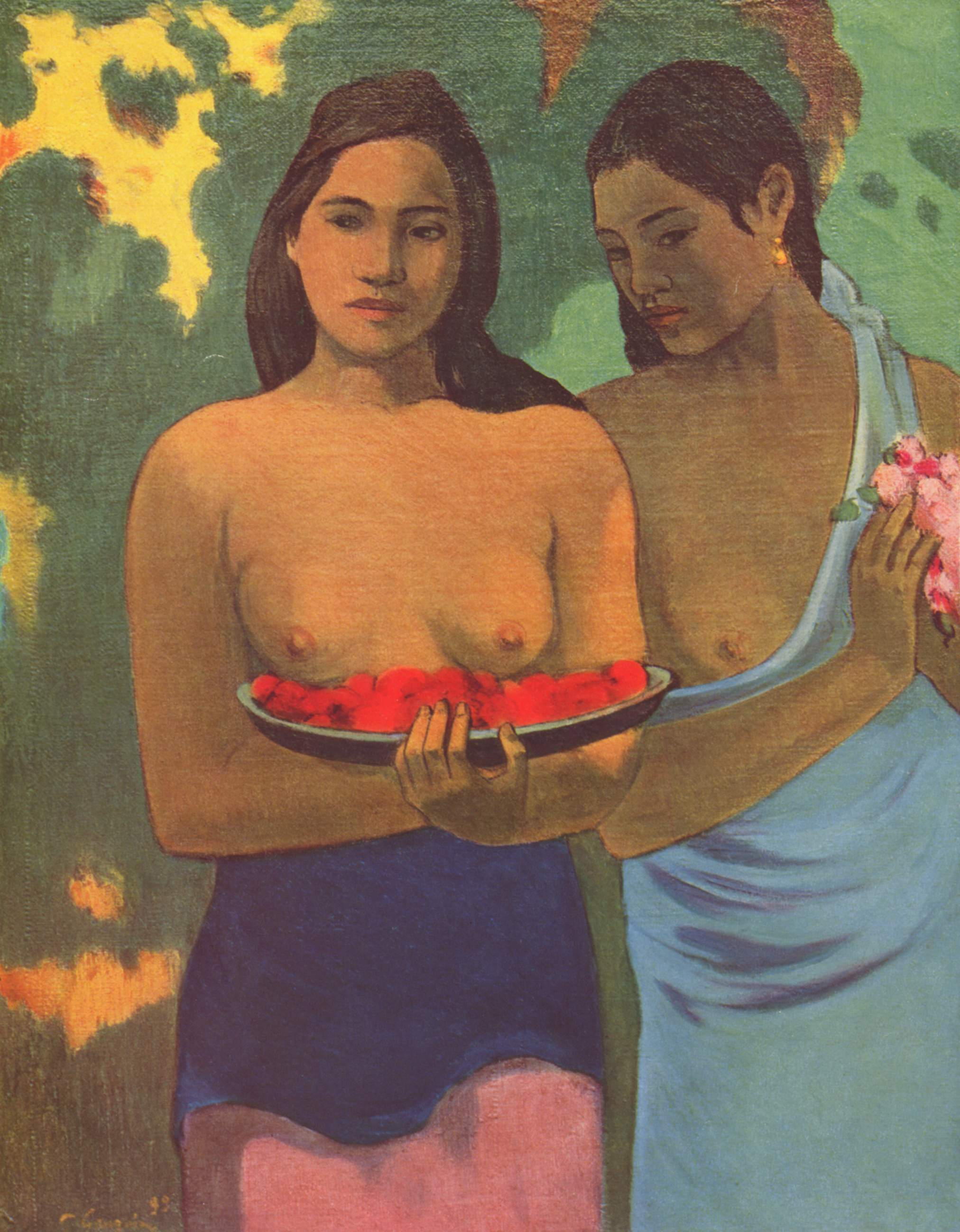
Dvě Tahiťanky (1899)
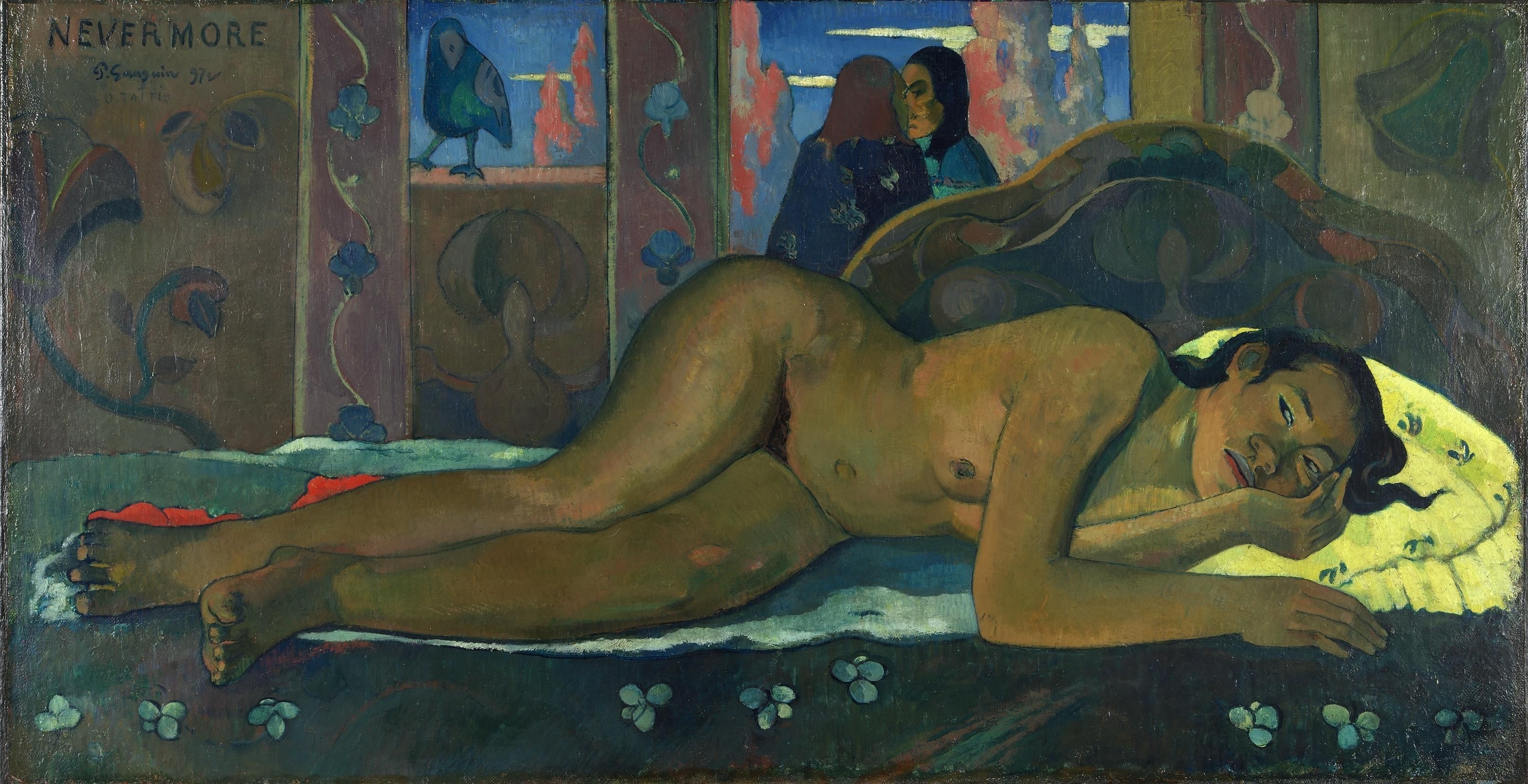
Nevermore (1897)
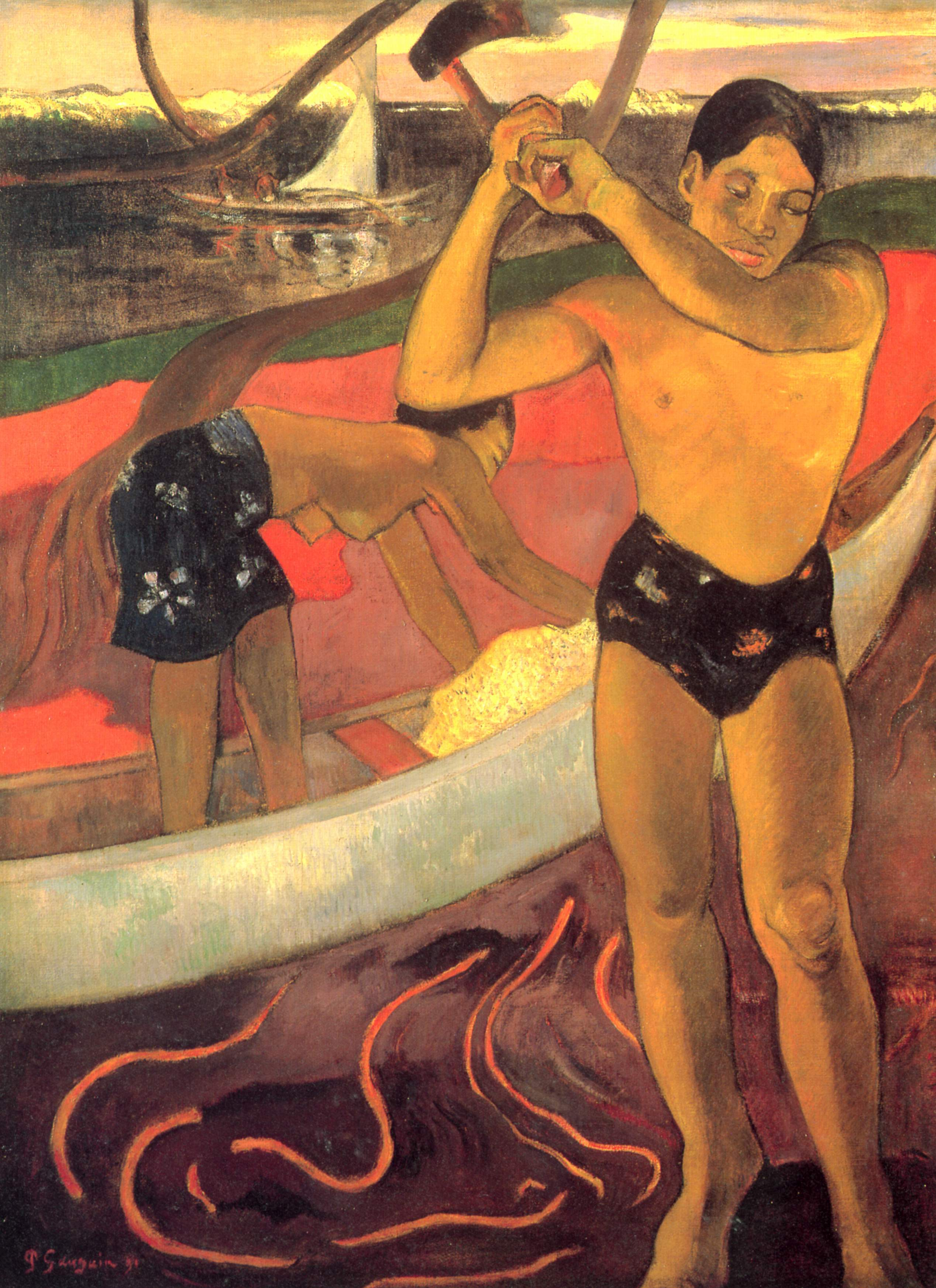
Muž se sekerou (1897)
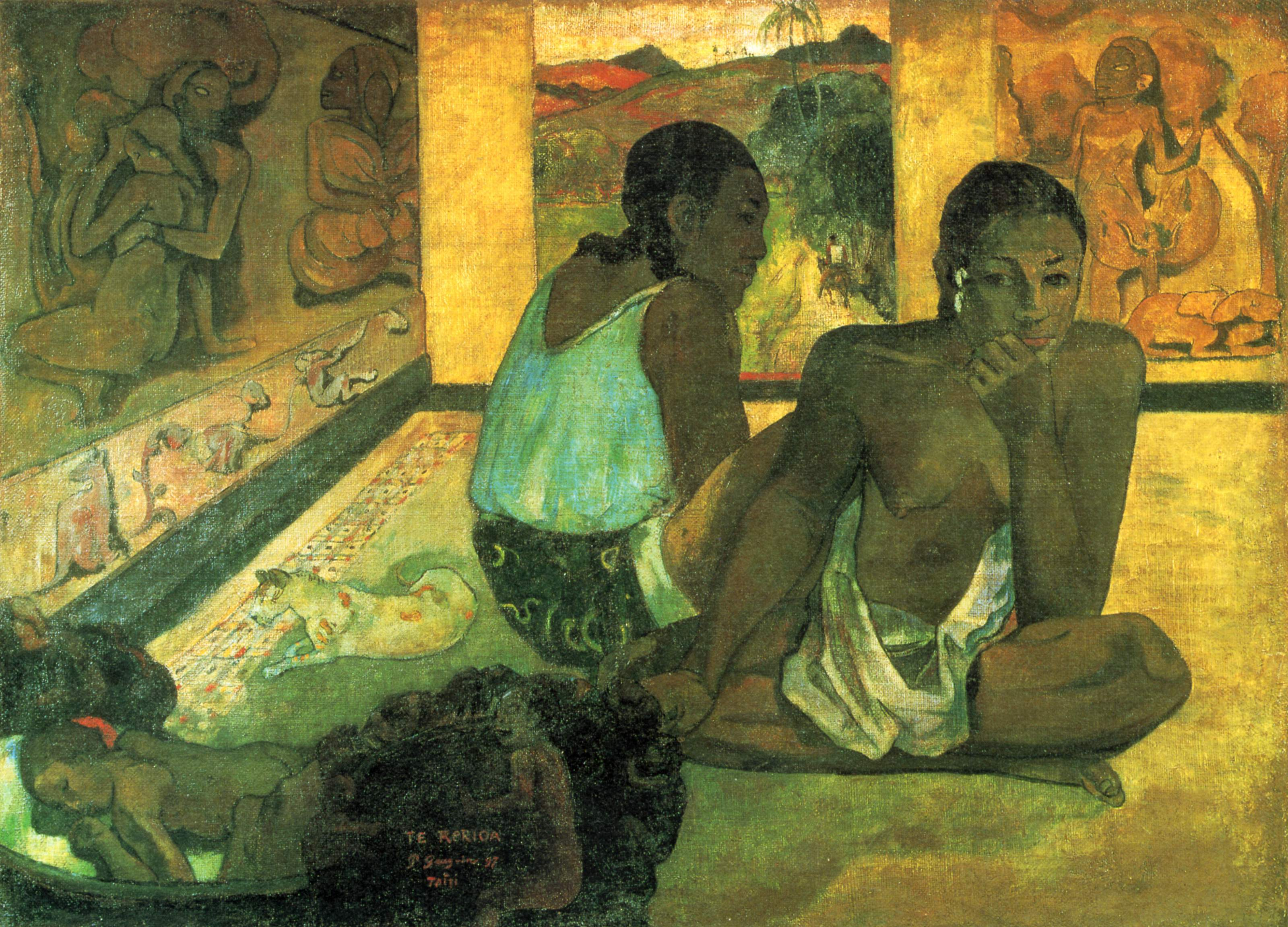
Sen 1897
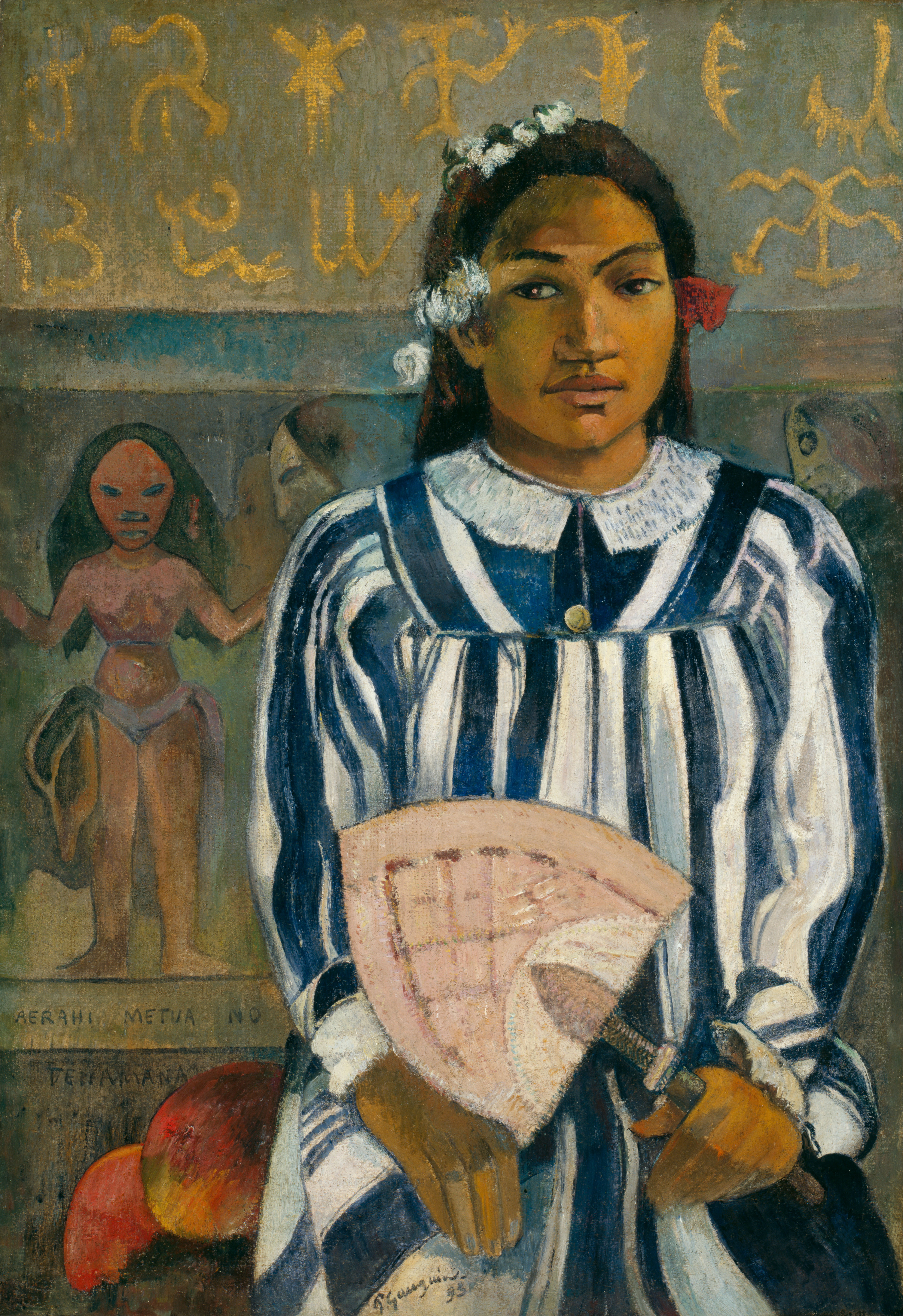
Tehamana (1893)
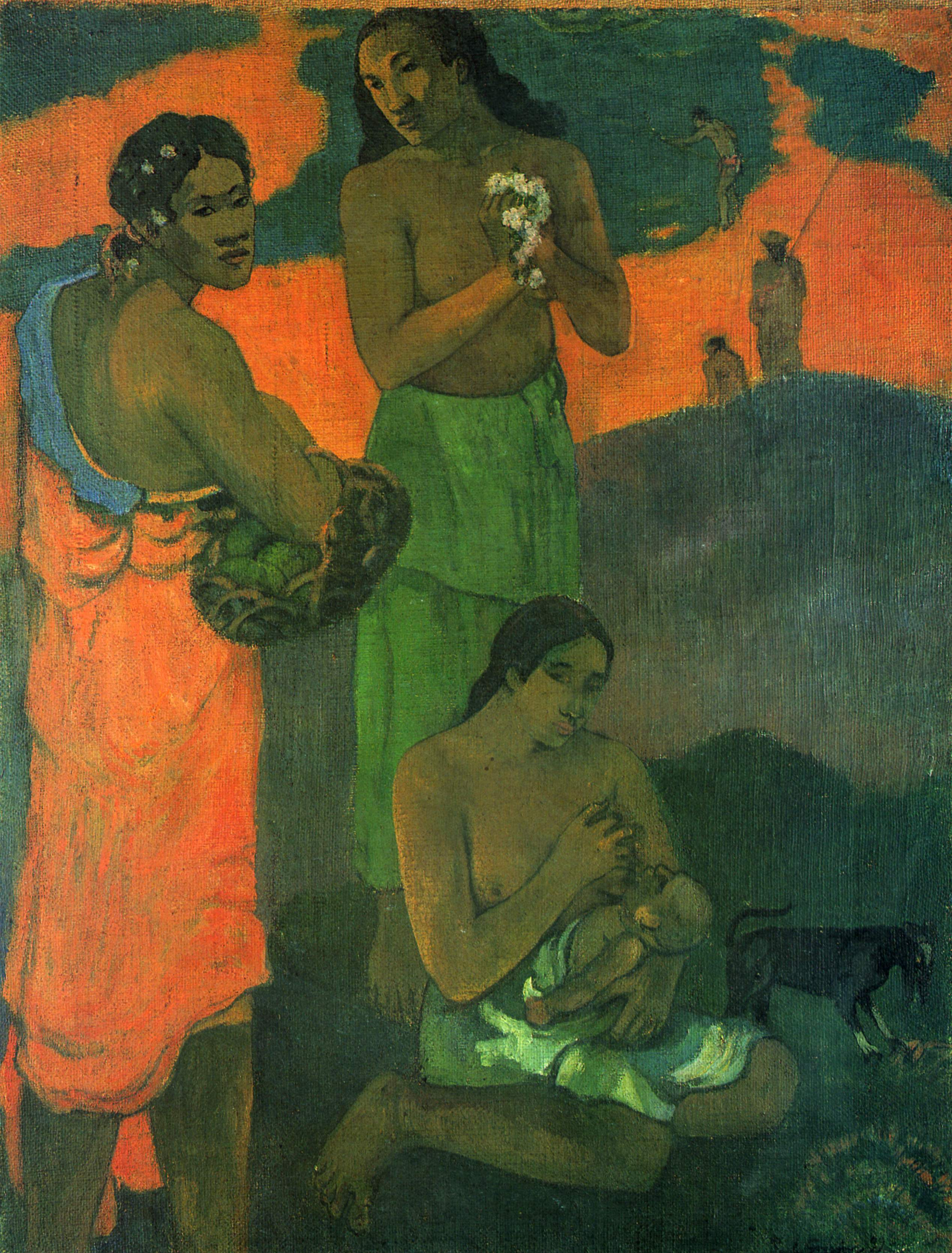
Mateřství (1899)